# 迈克尔·马修
迈克尔·马修（英語：Michael Mathieu，1984年6月24日—）是一名来自弗里波特，专长于200米赛跑和400米赛跑的巴哈马短跑运动员。他是2008年北京奥运会男子4×400接力银牌得主，比赛中他负责第二棒。